# Lukas Anderer
Lukas Anderer (geb. Pfeiffer; * 16. Januar 1991 in Lüneburg) ist ein deutscher Fußballtrainer. Er war zunächst als Jugendtrainer im Amateurbereich tätig und zudem auch Videoanalyst der deutschen U17-Nationalmannschaft. Seit 2020 war Anderer beim VfB Lübeck tätig, erst als Co-Trainer und dann als hauptverantwortlicher Coach. Seit 2024 ist er beim Hamburger SV angestellt, zunächst als Cheftrainer der U19 und seit der Saison 2025/26 als Cheftrainer der zweiten Mannschaft.

## Karriere
Anderer, der in Lüneburg geboren wurde, war Spieler bei den Amateurvereinen TuS Reppenstedt, TSV Gellersen sowie beim MTV Treubund Lüneburg, hatte im Alter von 23 Jahren eine Ausbildung zum Flugpiloten in Bremen abgebrochen, nahm dann in Köln ein Studium als Sportwissenschaftler auf und trainierte die Jugendmannschaften des FC Hennef 05 sowie des SC Borussia Lindenthal-Hohenlind. Zudem hatte er beim Deutschen Fußball-Bund (DFB) ein Zertifikat als Analyst erworben und war dadurch Analyst der deutschen U17-Nationalmannschaft.
Zur Saison 2020/21 wurde Anderer bei der Drittligamannschaft des VfB Lübeck Co-Trainer von Rolf Martin Landerl. Nach dem Abstieg in die Regionalliga Nord und der damit verbundenen Trennung von Landerl wurde er zur Saison 2021/22 zum Cheftrainer befördert. Nach einem 8. Platz in seinem ersten Jahr führte Anderer den VfB in der Saison 2022/23 als Meister zurück in die 3. Liga. Zudem gewann er mit der Mannschaft 2022 und 2023 den SHFV-Pokal, womit man sich jeweils für den DFB-Pokal qualifizierte. Vor der COVID-19-Pandemie hatte Anderer einen Platz am Lehrgang für den Erwerb der A-Lizenz erworben, doch wegen der Pandemie zerschlug sich der Lehrgang und da in der Folgezeit sich die Zulassungsvoraussetzungen erhöht hatten, konnte er sie nicht nachholen. Aus diesem Grund konnte er auch nicht am Lehrgang für den Erwerb der Fußballlehrerlizenz (Pro Lizenz), die in der 3. Liga für Cheftrainer verlangt wird, teilnehmen. Aufgrund der fehlenden Lizenz wurde der VfB Lübeck vom DFB zu einer Strafe von 7.500 Euro verurteilt. Zudem wurde für jedes Spiel, das Anderer in der Saison 2023/24 verantwortete, eine Strafe in Höhe von 2.500 Euro fällig. Im Dezember 2023 trennte sich der Verein von ihm, als die Mannschaft nach dem 18. Spieltag auf einem Abstiegsplatz stand und vier Punkte Rückstand auf das rettende Ufer hatte.
Zur Saison 2024/25 übernahm Anderer die A-Junioren (U19) des Hamburger SV in der neuen U19-DFB-Nachwuchsliga. Mit der Mannschaft qualifizierte er sich für die Endrunde um die deutsche Meisterschaft, in der man im Viertelfinale am späteren deutschen Meister 1. FC Köln scheiterte. Im DFB-Pokal der Junioren scheiterte die U19 hingegen bereits in der ersten Runde.
Zur Saison 2025/26 wurde Anderer Cheftrainer der zweiten Mannschaft in der Regionalliga Nord.

## Titel
- Meister der Regionalliga Nord und Aufstieg in die 3. Liga: 2023 (VfB Lübeck)
- Schleswig-holsteinischer Landespokalsieger (2): 2022, 2023 (beide VfB Lübeck)

## Privates
Im Juni 2025 nahm er nach seiner Hochzeit den Nachnamen Anderer an.